# Нарвские электростанции
Нарвские электростанции (эст. Narva Elektrijaamad) — энергетический комплекс в Нарве, Эстония, недалеко от границы с Ленинградской областью России. До лета 2018 года комплекс состоял из двух крупнейших в мире сланцевых тепловых электростанций: Эстонской электростанции (эст. Eesti Elektrijaam) и Балтийской электростанции (эст. Balti Elektrijaam).. В 2007 году нарвские электростанции выработали 95 % всей электроэнергии в Эстонии. 2 мая 2015 года в электросеть страны была подключена Аувереская электростанция, возведённая в деревне Аувере муниципалитета Нарва-Йыэсуу; окончательная приёмка новой электростанции состоялась летом 2018 года. Все электростанции принадлежат акционерному обществу Enefit Power AS (до 18 мая 2009 года — АО Нарвские электростанции (эст. AS Narva Elektrijaamad)), подразделению концерна Eesti Energia.
По состоянию на 11 часов утра 6 декабря 2021 года общий объем выработки электроэнергии в Эстонии составил 1200 МВт (Аувереская электростанция не действовала с конца ноября того же года из-за поломки внешнего теплообменника), при этом потребность Эстонии достигала в тот же момент времени 1500 МВт.

## Балтийская электростанция
Балтийская электростанция была построена в период между 1959 и 1965 годами. Она расположена в 5 км к юго-западу от Нарвы. На конец 2005 года электромощность станции достигала 765 МВт. Тепломощность составляла 400 МВт. Вода для охлаждения подаётся из Нарвского водохранилища, которое связано с рекой Нарва двумя каналами. Балтийская электростанция является единственным поставщиком теплоэнергии для системы теплоснабжения Нарвы.
Балтийская электростанция делится на старую и новую части. Старая часть изначально имела восемнадцать котлов ТП-17 и восемь 100-МВт турбин. В настоящее время используются четыре котла и две турбины, остальные сняты с эксплуатации. В новой части электростанции установлены восемь котлов ТП-67 и четыре 200-МВт турбины. В 2003 году энергоблок № 11 был перестроен для использования котлов с циркулирующим кипящим слоем (ЦКС), что является более эффективным и безопасным для окружающей среды (пониженное выделение SO2 и CO2).

## Эстонская электростанция
Эстонская электростанция (Эстонская ГРЭС) расположена в 20 км к юго-западу от Нарвы. Она была построена в период между 1963 и 1973 годами. На конец 2005 года электромощность станции составляла 1,615 МВт. Тепломощность достигала 84 МВт. Вода для охлаждения подаётся из реки Нарва и реки Мустайоги через открытые каналы длиной 7 км.
Изначально на Эстонской электростанции было установлено шестнадцать котлов ТП-101 и восемь 200-МВт турбин. В настоящее время из них в эксплуатации находятся четырнадцать котлов и семь турбин старого образца. В 2003 году энергоблок № 8 был перестроен для использования котлов с ЦКС. Трубы Эстонской электростанции высотой 250 м являются самыми высокими в Эстонии.
В 2024 году энергоблок № 1, ранее выведенный из эксплуатации, было решено демонтировать и передать на Украину, для восстановления разрушенной энергетической инфраструктуры. В планах нарвских энергетиков передать украинским энергетикам еще два блока, выведенных из эксплуатации.

## Аувереская электростанция
14 января 2011 года концерн «Eesti Energia» подписал договор с французской энергетической инжиниринговой компанией Alstom для проектирования новой электростанции рядом с существующей Эстонской электростанцией, в деревне Аувере.
Электростанцию возводила компания «General Electric». Акт приёмки был подписан в августе 2018 года. Мощность электростанции составляет 270 МВт. Она использует экологически чистую технологией циркулирующего кипящего слоя. До 50 % потребляемого ею горючего сланца может быть заменено биотопливо, 20 % — на торф и 10 % — на сланцевый газ. Общая сумма инвестиций (без учёта предъявленных компании «General Electric» штрафов за несоблюдение сроков передачи электростанции) составила 610 млн евро.
В 2021 году, в результате проведённой за полтора месяца перестройки станции, потребление ею горючего сланца снизилось на 15 %; в качестве топлива в основном стали использоваться природный газ и древесные отходы.
В начале октября 2022 года электростанцию закрыли, как планировалось изначально, на шесть месяцев для того, чтобы заменить теплообменник. Электростанцию запустили в начале декабря того же года, но на полной мощности она проработала менее суток. Сбои в работе станции повторяются с момента завершения её строительства.
В первом квартале 2023 года Аувереская электростанция выработала 27 % всего произведённого в Эстонии электричества.

## Удаление золы
Сжигаемые в Нарве сланцы имеют на выходе до 46 % золы, таким образом электростанции производят около 4,5 миллионов тонн золы в год; система удаления золы предполагает её вымывание с помощью воды, а грязная вода хранится в специализированных золоотстойниках, которые имеют ярко-голубой цвет на спутниковых снимках.
В Балтийском регионе имеется два района хранения золы. Западный разделён на двенадцать частей с перегородками шириной три метра и уже заполнен. Восточный район используется в настоящее время и разделён на три части. Зола сильно щелочная, так как сланец — это пропитанный нефтью известняк.

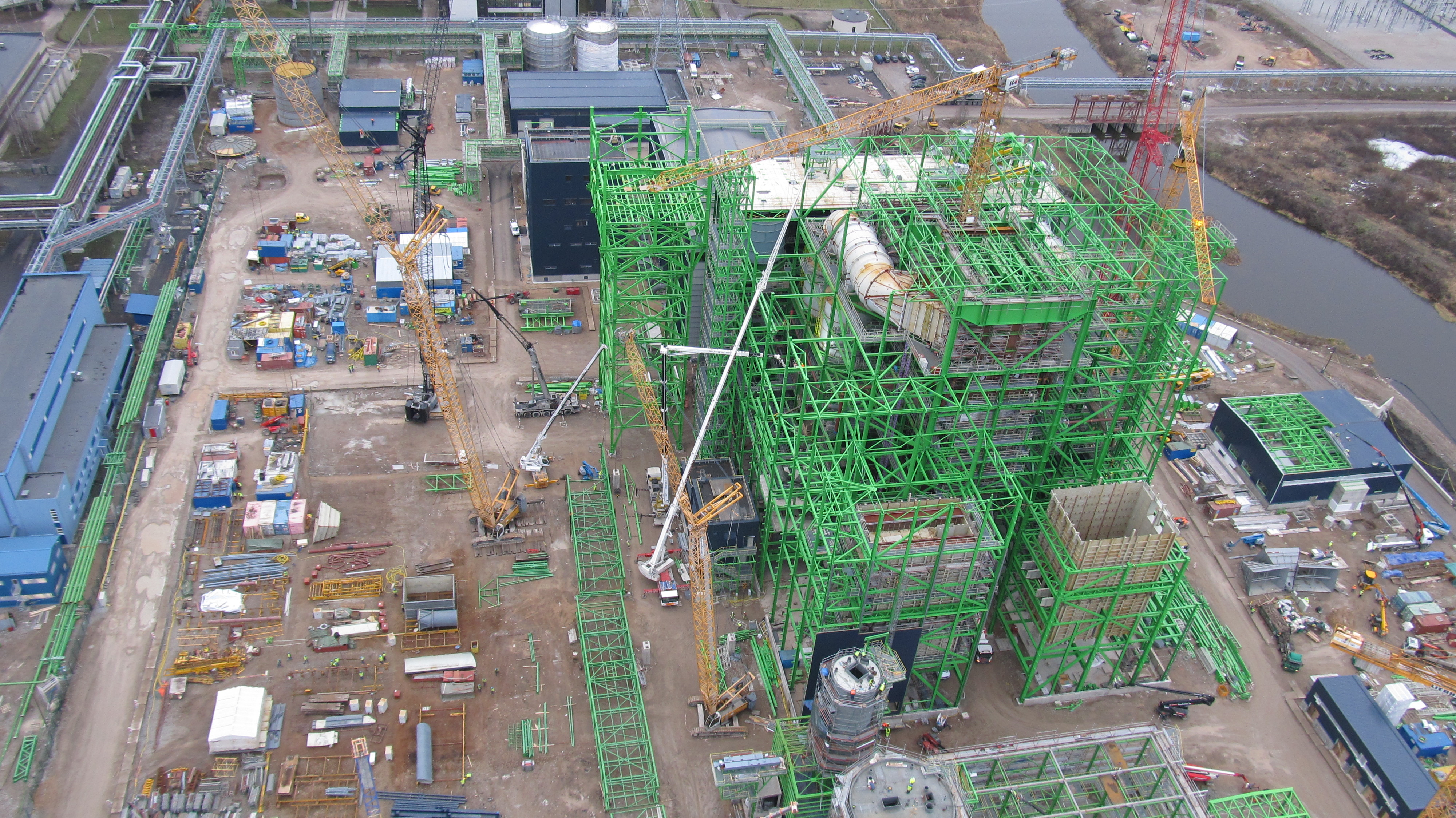
Строительство Аувереской электростанции, 2013 год
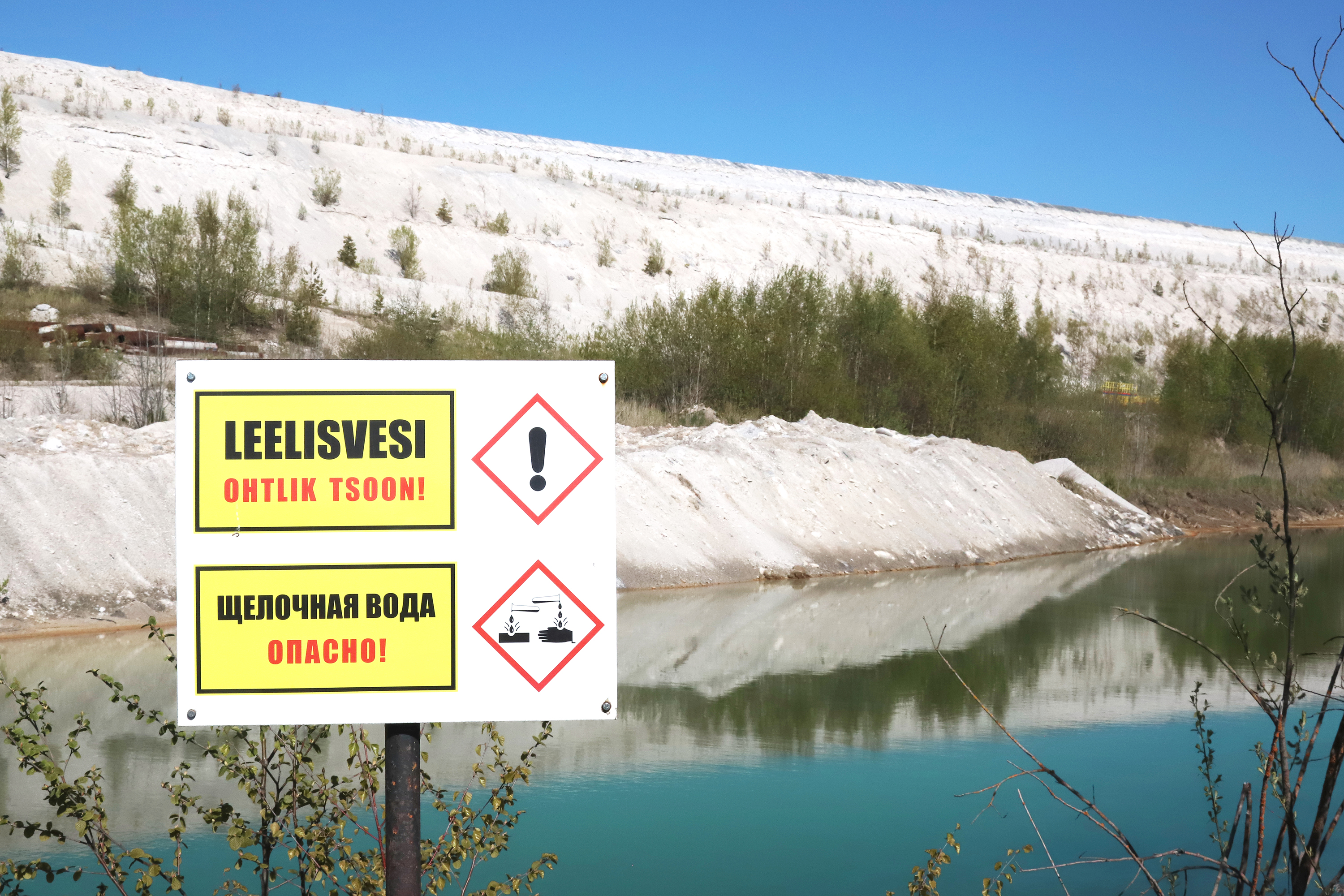
Искусственное озеро в Аувере